# Пенте
Пенте (англ. Pente) — абстрактная стратегическая настольная игра для двух или более игроков, созданная в 1977 году Гэри Гэбрелом (англ. Gary Gabrel).

## Описание
Пенте играется на гобане 19 × 19, но шашки ставятся на пересечения линий, а не в клетку. Игра начинается на пустой доске. Цель игры состоит в том, чтобы поместить 5 или более шашек в прямой ряд вертикально, горизонтально или по диагонали, или снять по крайней мере 10 шашек соперника.

## Примечения
1. ↑  Griffin, David. From The KOTV Vault: Stillwater Inventor Of Pente Hits It Big In 1983 (англ.). www.newson6.com. Дата обращения: 28 июня 2021.
2. ↑  Hartman, Curtis. Playing By The Rules (англ.). Inc.com (1 июля 1983). Дата обращения: 28 июня 2021. Архивировано 1 июля 2021 года.
3. ↑  Hideaway celebrates 50 years